# 83 Leonis Bb
83 Leonis Bb, también catalogado como  HD 99492 b o abreviado 83 Leo Bb, es un planeta extrasolar a aproximadamente 58 años luz de distancia en la constelación de Leo (el León). El planeta fue descubierto en enero del 2005 por el equipo de búsqueda de planetas California Carnegie, que utiliza el método de espectroscopia Doppler para detectar planetas. Su órbita es circular, muy cerca de la estrella, completando una órbita en unos 17 días.